# Хунзви, Ченджераи
Ченджераи Хунзви (шона Chenjerai Hunzvi; 23 октября 1949, Чиминья — 4 июня 2001, Хараре), был также известен как Гитлер или Чёрный Гитлер — зимбабвийский общественный деятель, врач и политик, председатель Ассоциации ветеранов национально-освободительной борьбы в 1997—2001 годах. Депутат парламента Зимбабве от партии ZANU президента Мугабе. Участник захватов ферм, принадлежащих белым владельцам, организатор расправ с политическими оппозиционерами.

## В Родезии и в Европе
Родился в бедной семье крестьян-шона. С языка шона имя Ченджераи переводятся как «будь осторожен». После получения начального и среднего образования, в 16-летнем возрасте, по его словам, участвовал в борьбе против родезийского режима белого меньшинства. Организовывал молодёжные акции протеста. Носил подпольный псевдоним Гитлер. Утверждал, что был бойцом ZIPRA (что впоследствии опровергалось), подвергался преследованиям, сидел в родезийской тюрьме.
В 1974 Хунзви выехал из Родезии в Европу. Учился в Румынии, затем в Польше. Получил диплом врача. Одновременно выступал представителем ZAPU в ПНР. В 1979 году, находясь в Лондоне, Ченджераи Хунзви как зимбабвийский активист присутствовал на Ланкастерхаузской конференции.

## Председатель ветеранской ассоциации Зимбабве

### Финансовые требования и махинации
Ченджераи Хунзви вернулся в Зимбабве в 1990 году. Работал врачом в Центральной больнице Хараре, затем открыл частную клинику в посёлке Будириро. Вступил в Зимбабвийскую ассоциацию ветеранов национально-освободительной войны (ZNLWVA).
Харизма и ораторский дар Хунзви позволили ему в 1997 году занять пост председателя ZNLWVA (несмотря на сомнительность его личного участия в войне). Под его руководством Ассоциация резко активизировалась. Хунзви возглавил кампанию с требованиями к правительству выплатить ветеранам войны единовременные суммы, эквивалентные 4000 долларов США, установить ежемесячные государственные пособия в 2000 долларов и распространить ветеранские льготы на женщин, не участвовавших в боях, но являвшихся партизанскими информаторами. Удалось добиться единовременных выплат в 2500 долларов и ежемесячных пособий в 100 долларов. Был создан специальный фонд. Крупные затраты в сложной экономической ситуации явились важным толчком катастрофической инфляции и обвала финансовой системы Зимбабве.
Вокруг выделенных средств возникла серия коррупционных скандалов. При расследовании выяснилось, что Хунзви как врач практиковал выдачу многочисленных необоснованных медицинских свидетельств об инвалидности с выплатами соответствующих пособий. В 1999 году он привлекался за это к уголовной ответственности. В освобождении под залог ему было отказано как потенциально опасной личности. Однако в 2000 году он был освобождён.

### Захваты ферм
С начала 2000 года Ченджераи Хунзви выдвинул требование ускорить передел земельных угодий в пользу чернокожих ветеранов. ZNLWVA обратилась к королеве Елизавете II (как главе Британского содружества) с предупреждением о «кровавой бойне», если имущественные претензии членов Ассоциации к белым фермерам не будут удовлетворены.
Вскоре начались массовые захваты ферм, принадлежащих белым владельцам. Участники захватов, независимо от возраста — многие из них были юношами и подростками, родившимися после окончания войны — представлялись ветеранами и членами ZNLWVA, в процессе участвовали администрация и полиция. Были документально зафиксированы 19 убийств, причём 12 погибших были чернокожими работниками ферм, 7 — белыми фермерами.
В августе 2002 ферму, изъятую у белой четы, заняла жена президента Грейс Мугабе. Эти события принесли Ченджераи Хунзви мировую известность как харизматичному и жестокому «Чёрному Гитлеру».
Кампания захватов начала 2000-х годов укрепила положение президента Роберта Мугабе. Кроме того, ZNLWVA стала его активной массовой опорой, а популярный Черджераи Хунзви — политическим союзником видной фигурой правящей партии ZANU.

### Подавление оппозиции
С 2000 года Черджераи Хунзви стал активным сторонником президента Мугабе. Активисты ZNLWVA под его руководством оказывали жёсткое давление на кандидатов и избирателей оппозиционного MDC. Частная клиника Хунзви близ Хараре получила известность как место насильственного содержания, избиений и пыток захваченных оппозиционеров. Amnesty International характеризовала это заведение как «камеру пыток». Хунзви характеризовался как «главарь террористических банд Мугабе». 

Почему меня называют Гитлером? Потому что я самый большой террорист Зимбабве. Я самый опасный человек в стране. Будете делать всё, что я скажу.

Ченджераи Хунзви

На выборах 2000 года Ченджераи Хунзви был избран депутатом парламента Зимбабве от партии ZANU. Выступал с позиций жёсткого национализма и чёрного расизма.

## Смерть и реакция
Ченджераи Хунзви скоропостижно скончался в возрасте 51 года. Причина смерти до конца не прояснилась. Официальным диагнозом называлась малярия, но существовали подозрения на СПИД.
Комментаторы отмечали, что в отношении к смерти «Гитлера» общество разделилось надвое: высказывалась как неподдельная скорбь, так и откровенное ликование. Говорилось также, что Хунзви был единственным человеком в стране, кто мог ставить условия Мугабе и угрожать ему.

## Семейные коллизии
Ченджераи Хунзви был трижды женат. Первый брак он заключил в молодости, до эмиграции. 
Второй женой Хунзви была полька Веслава, на которой он женился во время пребывания в ПНР. В браке супруги Хунзви имели сына и дочь. В 1992 году Веслава Хунзви бежала из Зимбабве, обвинив «этого жестокого и низкого человека» в садистских избиениях, а также в обмане: «Что касается войны, то он никогда не держал в руках винтовки, не бывал ни в одном бою». Под псевдонимом Магда Тунзви она издала книгу Белая рабыня.
После второго развода Ченджераи Хунзви женился вновь. Всего в трёх браках он имел пятерых детей.